# Xerogrella
Xerogrella is een geslacht van hooiwagens uit de familie Sclerosomatidae.
De wetenschappelijke naam Xerogrella is voor het eerst geldig gepubliceerd door J. Martens in 1987. 

## Soorten
Xerogrella is monotypisch en omvat slechts de volgende soort:
- Xerogrella dolpensis